# Abromeitia
Abromeitia es un género de plantas con flores con una sola especie de arbustos de la familia Primulaceae, subfamilia Myrsinoideae. 
Está considerado un sinónimo del género Fittingia Mez

## Etimología
El nombre del género fue otorgado en honor de Johannes Abromeit, botánico alemán.